# Fernando Aires
Fernando Aires de Medeiros Sousa (Ponta Delgada, 18 de Fevereiro de 1928 — Ponta Delgada, 9 de Novembro de 2010), mais conhecido por Fernando Aires, foi um escritor e intelectual açoriano. Licenciado em Ciências Histórico-Filosóficas pela Faculdade de Letras da Universidade de Coimbra, foi professor efectivo no Liceu Antero de Quental e na Escola do Magistério Primário de Ponta Delgada, tendo ainda leccionado como assistente-convidado da Universidade dos Açores entre 1976 e 1994.

## Biografia
Frequentou o Liceu Nacional de Ponta Delgada entre 1940 e 1947, onde completou o Curso Complementar de Letras.
Após uma passagem sem consequências pelo curso de Germânicas, viria a licenciar-se em Ciências Histórico-Filosóficas, na Faculdade de Letras da Universidade de Coimbra. No Porto, realizou o estágio de pedagogia para se qualificar como docente no ensino secundário.
Regressou a Ponta Delgada como professor efectivo no Liceu Antero de Quental.
Após a fundação da Universidade dos Açores, em 1976, ingressou nesta Instituição leccionando História, com o estatuto de assistente-convidado.
Foi colaborador assíduo da imprensa local e regional, bem como de revistas conhecidas regionalmente como a revista Atlântica e Nova Renascença.
Fernando Aires revelou-se um escritor com um estilo firme e excepcional, com uma escrita elegante que cativa e fascina. Este conjunto de características viria a desenvolver-se num género literário onde predomina o memorialismo, que é caracterizado por abarcar relatos autobiográficos, que se manifestam na vertente diarística que o autor inaugura na produção literária açoriana.

## Obras publicadas
Ensaio
- Faria e Maia e Antero  (ensaio, Angra do Heroísmo, 1961)
- José do Canto Vivo, Arquipélago, Universidade dos Açores, Ponta Delgada, série "Ciências Humanas", 1981)
- José do Canto - Subsídios para a História Micaelense (1820-1898) ( Universidade dos Açores, Ponta Delgada, 1982)
- Afonso Chaves (separata da revista "Açoriana", Ponta Delgada, 1982)
- Alice Moderno - A Mulher e a Obra (separata da revista "Insulana", Vol.XLI, 1985)
- Delinquência e Emigração em São Miguel na Primeira Metade do Séc.XIX (separata da revista "Insulana", Ponta Delgada, 1988)

Contos
- Histórias do Entardecer (Secretaria Regional da Educação e Cultura, Col.Gaivota, 1988. Ganhou o Concurso Literário Açores/88)
- Memórias da Cidade Cercada (Lisboa, Edições Salamandra, 1995)

Autobiografia
- Era uma Vez o Tempo, Diário I ( Ponta Delgada, 1988)
- Diário II (Ponta Delgada, 1991)
- Diário III (Lisboa, Edições Salamandra, 1993)
- Diário IV (Lisboa, Edições Salamandra, 1997)
- Diário V (Lisboa, Edições Salamandra 1999)
- A Ilha de Nunca Mais (ficção, Lisboa, Edições Salamandra, 2000)